# Lautenthal
Bergstadt Lautenthal ist eine ehemals freie Bergstadt und heute ein Stadtteil der Stadt Langelsheim im Landkreis Goslar in Niedersachsen. Lautenthal ist ein staatlich anerkannter Luftkurort.

## Geographie

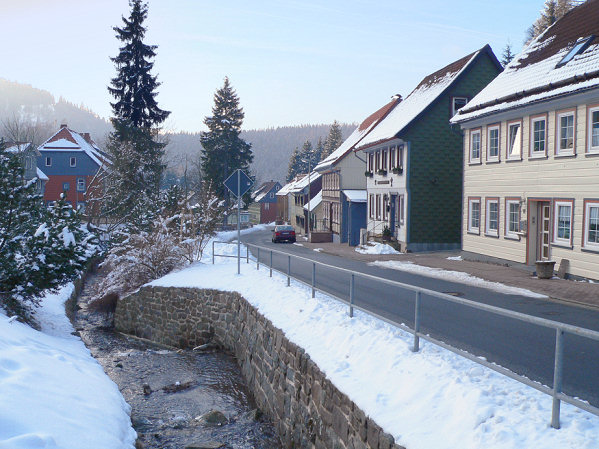
Laute in Lautenthal

Lautenthal liegt im Innerstetal zwischen dem Clausthal-Zellerfelder Ortsteil Wildemann und Langelsheim im nordwestlichen Oberharz. Der Ort befindet sich auf einer Höhe von ungefähr 300 m ü. NN in einem Talkessel, wobei die umliegenden Berge Höhen bis 620 m ü. NN erreichen. Die beiden Flüsse Innerste und Laute durchfließen die Bergstadt. In Richtung Langelsheim wird die Innerste zur Innerstetalsperre angestaut.

## Geschichte

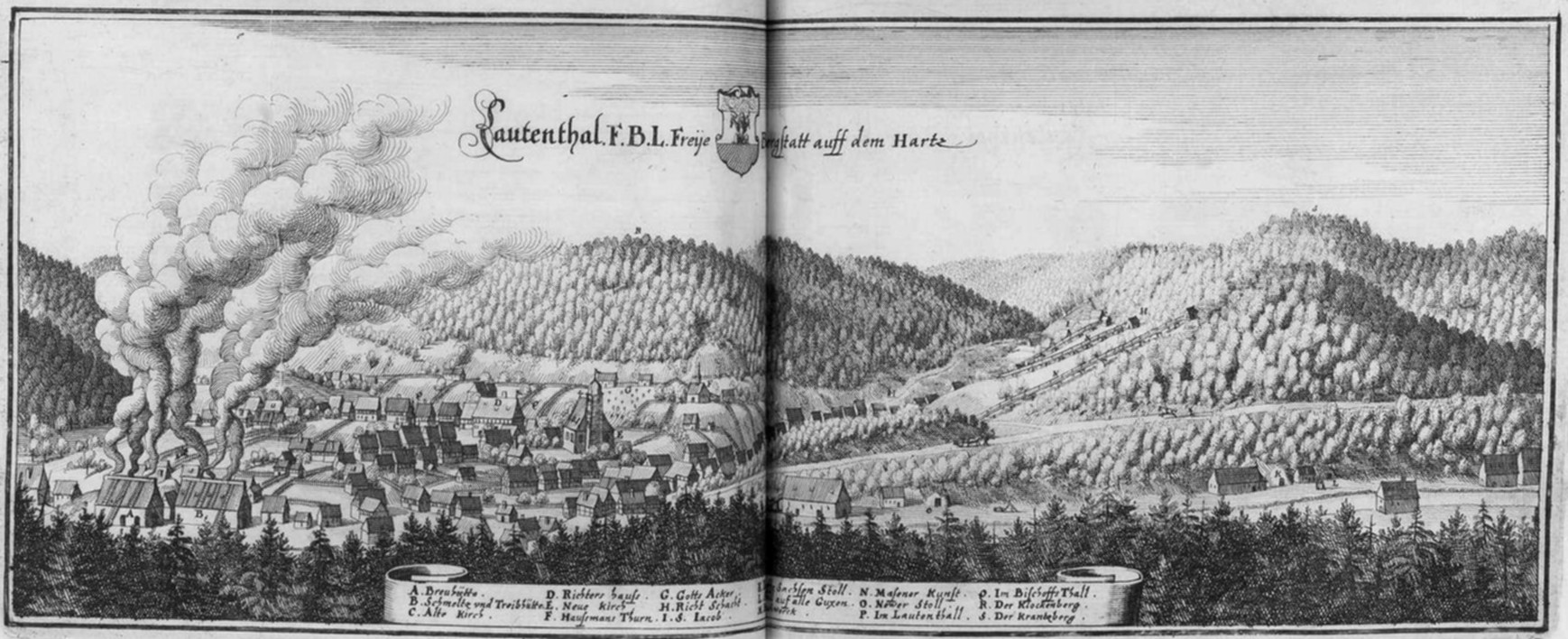
Merian-Stich von Lautenthal

Um 1225 begann am 557 m hohen Kranichsberg der Abbau von Silber, Blei und Kupfer. Um 1330 bestanden in dem Gebiet, wo sich heute Lautenthal befindet, mehrere Kupfergruben. Diese erste Form des Bergbaues kam jedoch zum Erliegen, als der Harz bei der Pestepidemie von 1348 bis 1350 entvölkert wurde. Anschließend war der Harz fast 200 Jahre lang weitgehend unbesiedelt.
1524 ließ Herzog Heinrich der Jüngere von Braunschweig-Wolfenbüttel den Bergbau neu beginnen und siedelte Bergleute aus dem Erzgebirge im Tal der Innerste und der Laute an. Auf diese Art wurde Lautenthal 1538 als Bergmannsiedlung gegründet und 1580 zur Stadt erhoben, welche zu der Zeit 180 Einwohner zählte. Die Gründung des Ortes war verbunden mit dem Auffinden von Eisenerz im oberen Stollen am Gramsberge durch einen Bergmann namens Kaspar Bitter, nach dem heute eine der wichtigsten Straßen Lautenthals benannt ist. Als er seinen Fund Herzog Heinrich dem Jüngeren meldete, überließ ihm dieser einige Intraden (Einnahmen) des Amtes Liebenburg. 16 Jahre später wurde Lautenthal freie Bergstadt, deren Einwohner von bestimmten Steuern und vom Militärdienst befreit waren. Dadurch nahm die Bevölkerung des Ortes rasch zu.
Lautenthal war anfangs ein langgestreckter Straßenmarkt im Tal der Laute entlang der heutigen Hahnenkleer Straße, der ältesten Straße der Stadt. Um 1560 erfolgte eine planmäßige Erweiterung der Stadt nach Norden, wobei auch der heutige rechtwinklige Marktplatz angelegt wurde. 1570 wurde dort das heute noch erhaltene Rathaus erbaut. 1561 wurde mit dem Bau der Kirche begonnen, die drei Jahre später den Gottesdienst im Ort ermöglichte. Lautenthal besaß zu jener Zeit jedoch noch keinen eigenen Pfarrer, diese kamen aus den umliegenden Ortschaften. Erst 1577 wurde mit Jacob Bitter der erste Seelsorger im Ort ansässig, der sein Amt bis ins Jahr 1607 ausübte. Entkam Lautenthal 1577 noch der pestartigen Seuche, die damals im Harz wütete und beispielsweise in Goslar 1578 knapp 2600 Menschen tötete, wurde der Ort 1625 von einer weiteren Pestwelle im Rahmen des Dreißigjährigen Krieges heimgesucht, der mehr als 500 Menschen zum Opfer fielen. 1603 verlieh Herzog Heinrich Julius der Stadt ein eigenes Wappen und Siegel. Am 22. März 1626 wurde die Stadt im Dreißigjährigen Krieg durch die Truppen von Johann T’Serclaes von Tilly geplündert. Mit dem Bau der heutigen Paul-Gerhardt-Kirche wurde 1649 begonnen. Sie wurde am 16. Juli 1659 eingeweiht.
In den Jahren von 1669 bis 1672 wurde der Harz von einer großen Trockenheit heimgesucht, so dass die Laute zeitweise austrocknete und der Bergbau in Lautenthal für einige Zeit eingestellt werden musste.
Mehrmals entstanden in Lautenthal Schäden durch Überschwemmungen der Innerste und/oder der Laute, so z. B. 1572, 1774, 1861, 1877, 1888, 1925 und 1932.
1690 waren in und um Lautenthal 28 Erzgruben in Betrieb, und 1740 waren es 35. Um die Mitte des 18. Jahrhunderts erlebte Lautenthal durch reichhaltige Silbererzfunde eine wirtschaftliche Blütezeit und erreichte 1750 eine Einwohnerzahl von rund 3000. 1821 zählte die Stadt 2006 Einwohner. Eine Hütte zur Aufbereitung des in Lautenthal geförderten Erzes wurde 1873 gegründet. Anschluss an das Eisenbahnnetz erhielt die Stadt 1875, als die Innerstetalbahn bis Lautenthal fertiggestellt wurde. Das Empfangsgebäude des Bahnhofs, unweit südwestlich der Stadt 305 m ü. NN gelegen, wurde allerdings erst 1877 eingeweiht.
Zu Beginn des 20. Jahrhunderts hatte Lautenthal 2626 Einwohner.
Am Ende des Zweiten Weltkriegs wurden in Lautenthal am 11. und 12. April 1945 insgesamt sieben Häuser durch Artilleriebeschuss zerstört.
Mit der Einstellung des Bergbaues 1959 und der Schließung der Silberhütte 1967 verlor die Stadt an Bedeutung und wurde am 1. Juli 1972 nach Langelsheim eingemeindet. 1976 wurde die Innerstetalbahn stillgelegt, die bis dahin Lautenthal an das Eisenbahnnetz angeschlossen hatte.
Mit Wirkung vom 27. August 2013 wurde dem Ortsteil die offizielle historische Bezeichnung „Bergstadt“ verliehen, die jedoch keine Auswirkungen auf die Zugehörigkeit zur Stadt Langelsheim hat.

### Einwohnerzahlen
| Jahr | Einwohner | Quelle |
| ---- | --------- | ------ |
| 1724 | 1461      | [ 16 ] |
| 1734 | 1655      | [ 16 ] |
| 1735 | 1795      | [ 16 ] |
| 1740 | 1914      | [ 16 ] |
| 1750 | 2084      | [ 16 ] |
| 1760 | 1975      | [ 16 ] |
| 1775 | 1735      | [ 16 ] |
| 1810 | 1831      | [ 17 ] |
| 1813 | 2133      | [ 18 ] |
| 1821 | 2006      | [ 9 ]  |
| 1852 | 2279      | [ 19 ] |
| 1864 | 2287      | [ 20 ] |
| 1890 | 2702      | [ 21 ] |
| 1910 | 2490      | [ 22 ] |

| Jahr | Einwohner | Quelle |
| ---- | --------- | ------ |
| 1916 | 2155      | [ 22 ] |
| 1917 | 2009      | [ 23 ] |
| 1919 | 2265      | [ 23 ] |
| 1925 | 2645      | [ 24 ] |
| 1933 | 2750      | [ 25 ] |
| 1939 | 2305      | [ 25 ] |
| 1950 | 3269      | [ 26 ] |
| 1956 | 2793      | [ 26 ] |
| 1961 | 2406      | [ 27 ] |
| 2011 | 1658      | [ 28 ] |
| 2015 | 1602      | [ 29 ] |
| 2020 | 1503      | [ 30 ] |
| 2021 | 1490      |        |
| 2024 | 1459      | [ 2 ]  |

## Politik

### Ortsrat
Der Ortsrat Lautenthal setzt sich aus sieben Mitgliedern zusammen. Die Ortratsmitglieder werden durch eine Kommunalwahl für jeweils fünf Jahre gewählt.
Bei der Kommunalwahl 2021 ergab sich folgende Sitzverteilung:
| Ortsrat 2021Insgesamt 7 Sitze - SPD: 3 - CDU: 4 |

### Ortsbürgermeister
Ortsbürgermeister ist René Philipp (CDU).

### Wappen
Das Wappen der ehemals freien Bergstadt Lautenthal wurde ihr 1603 durch den Herzog zu Braunschweig und Lüneburg verliehen. Es zeigt einen in der Mitte durch einen schwarzen Balken geteilten Schild. Oben ist in goldenem Feld ein nach rechts gewandter halber roter Löwe abgebildet. Er führt in der linken Tatze ein schwarzes Bergeisen und in der rechten Tatze einen schwarzen Schlegel. Unter dem schwarzen Balken ist ein bloßes rotes Feld angeordnet.

## Kultur und Sehenswürdigkeiten
Lautenthal ist von zwei Skilanglaufloipen und vielen Wanderwegen umgeben, über die man Sehenswürdigkeiten in der Umgebung wie die Innerstetalsperre erreichen kann, darunter der Harzer Försterstieg. Es existiert ein Bergbaulehrpfad.

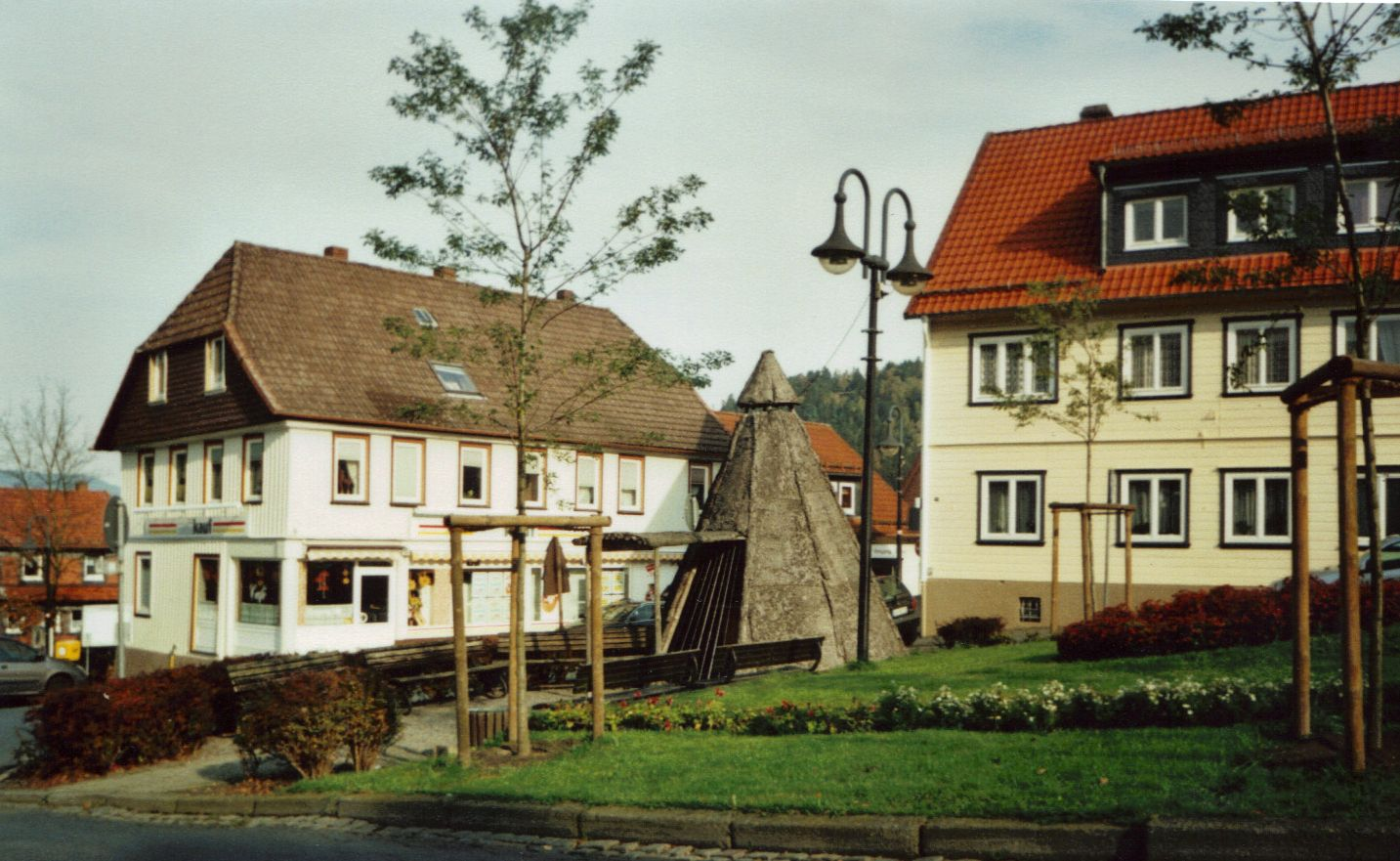
Marktplatz mit Köhlerhütte
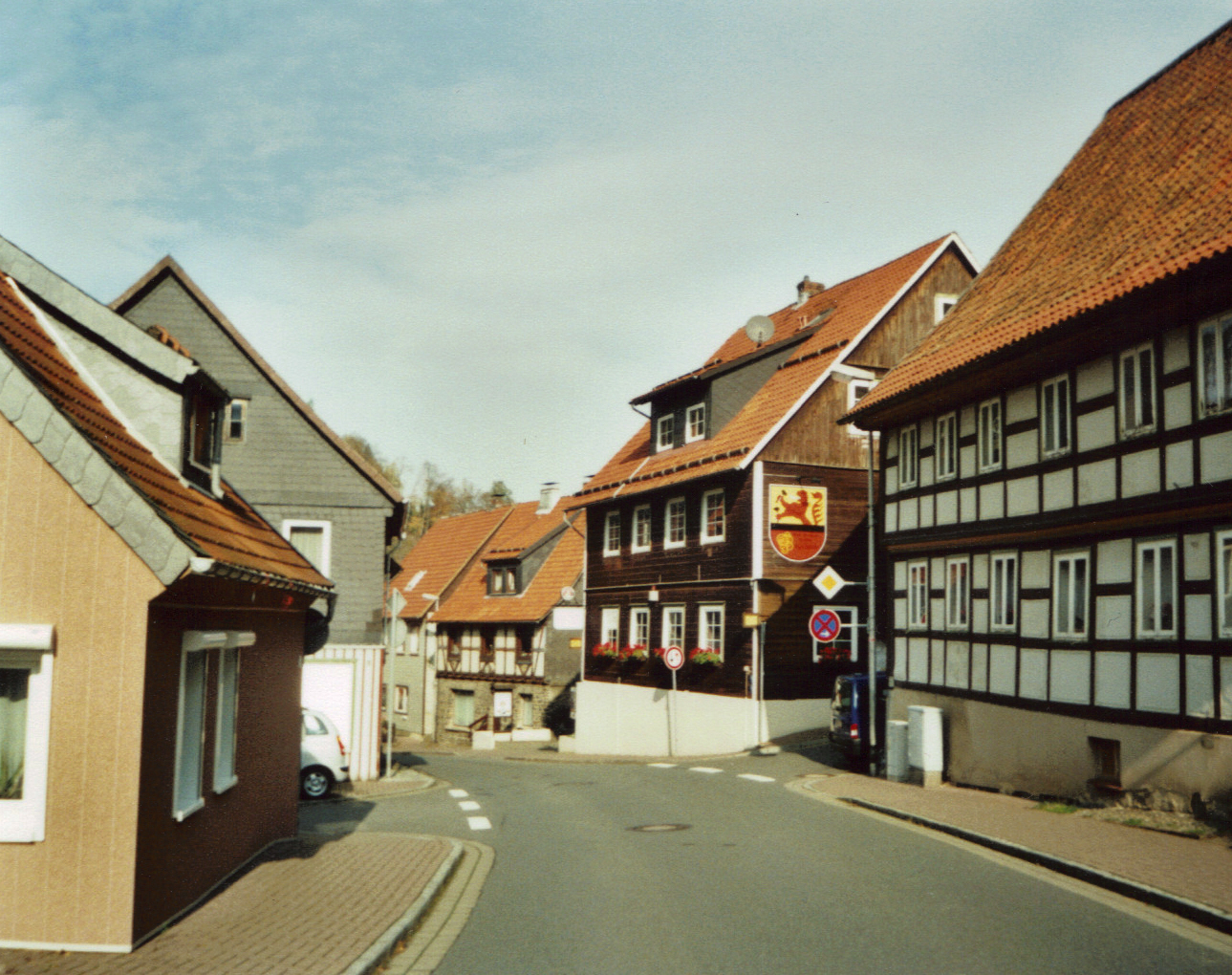
Hahnenkleer Straße
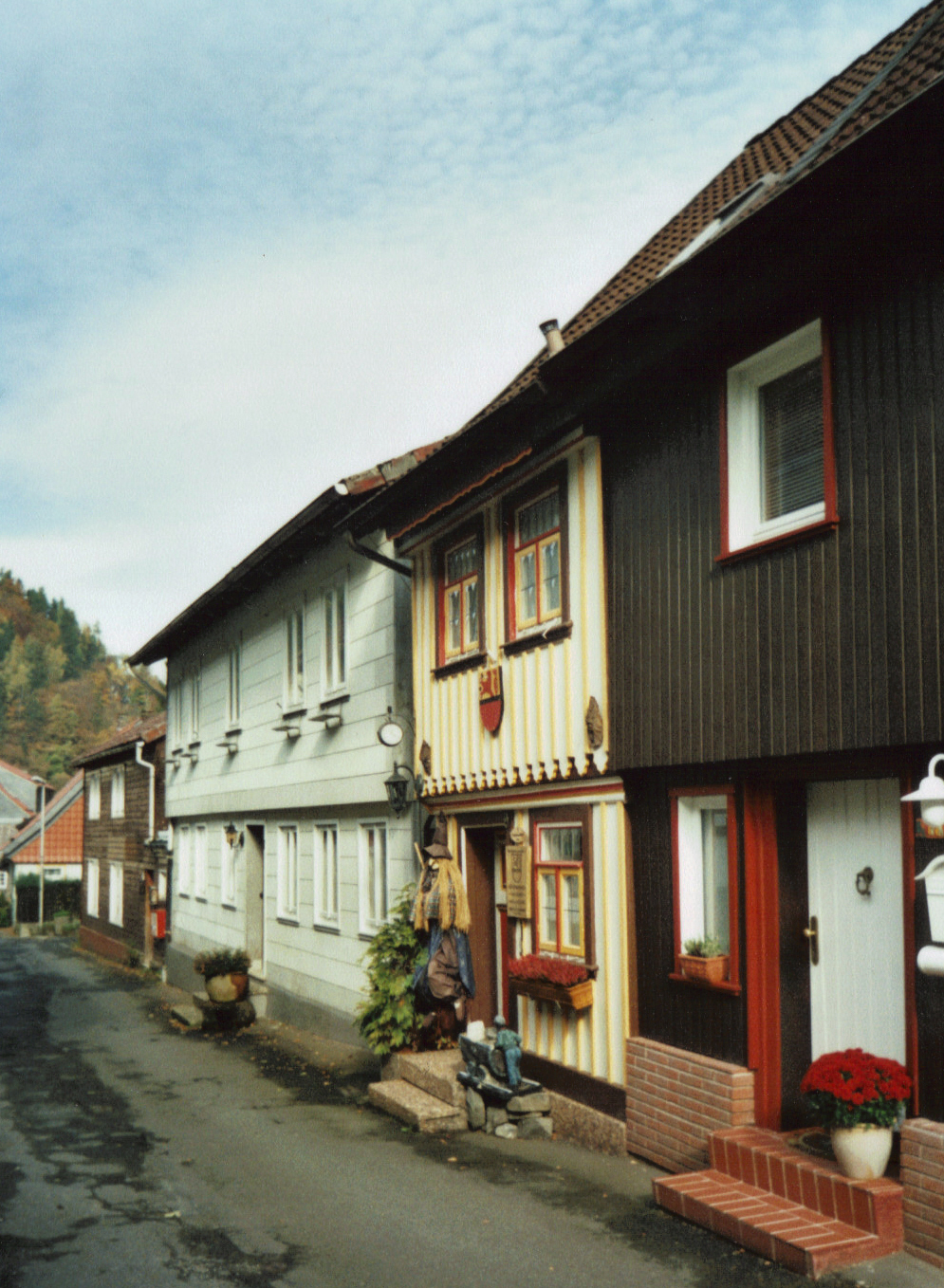
Kleinstes Haus des Westharzes in der Straße „An der Laute“
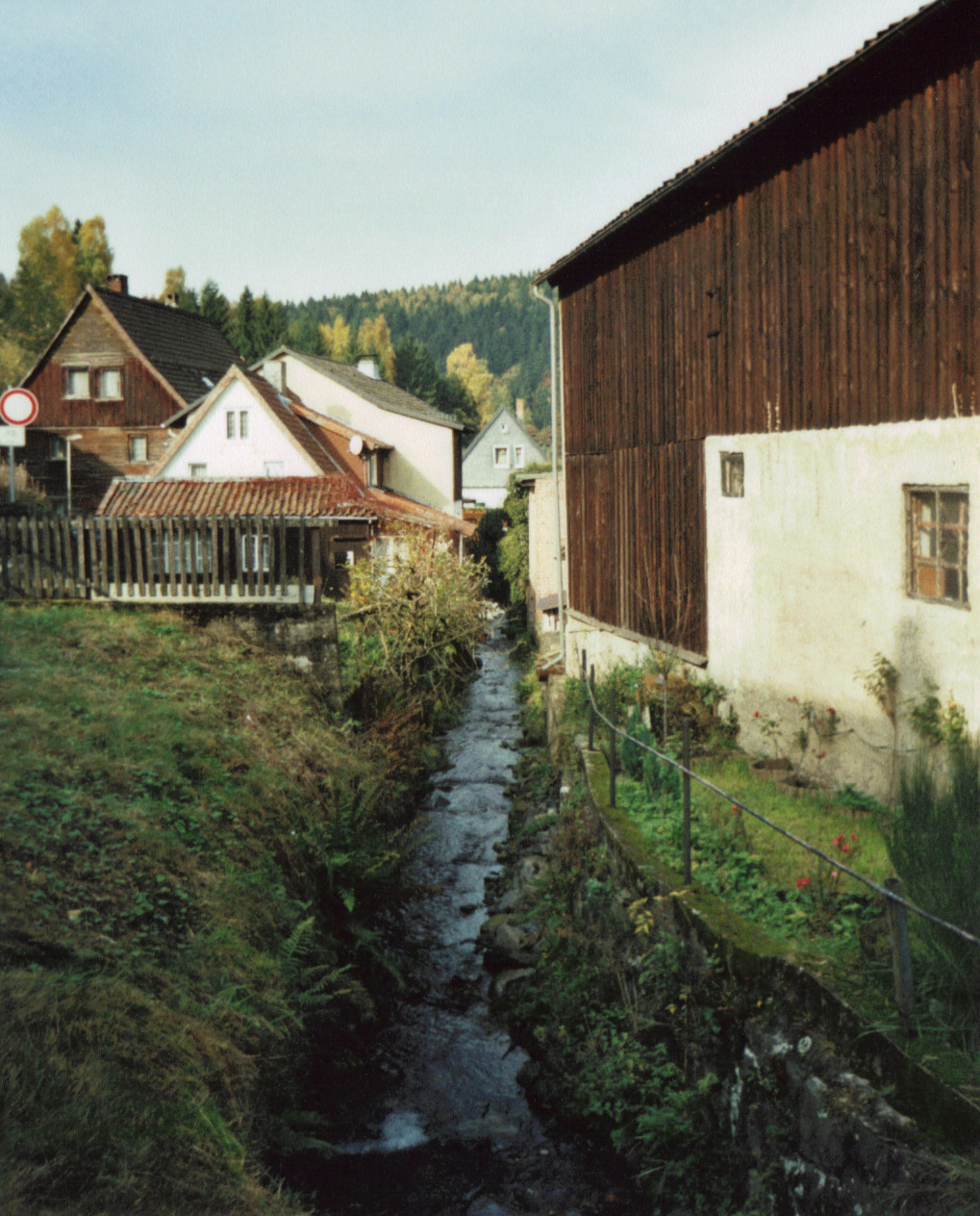
Die Laute in der Ortsmitte
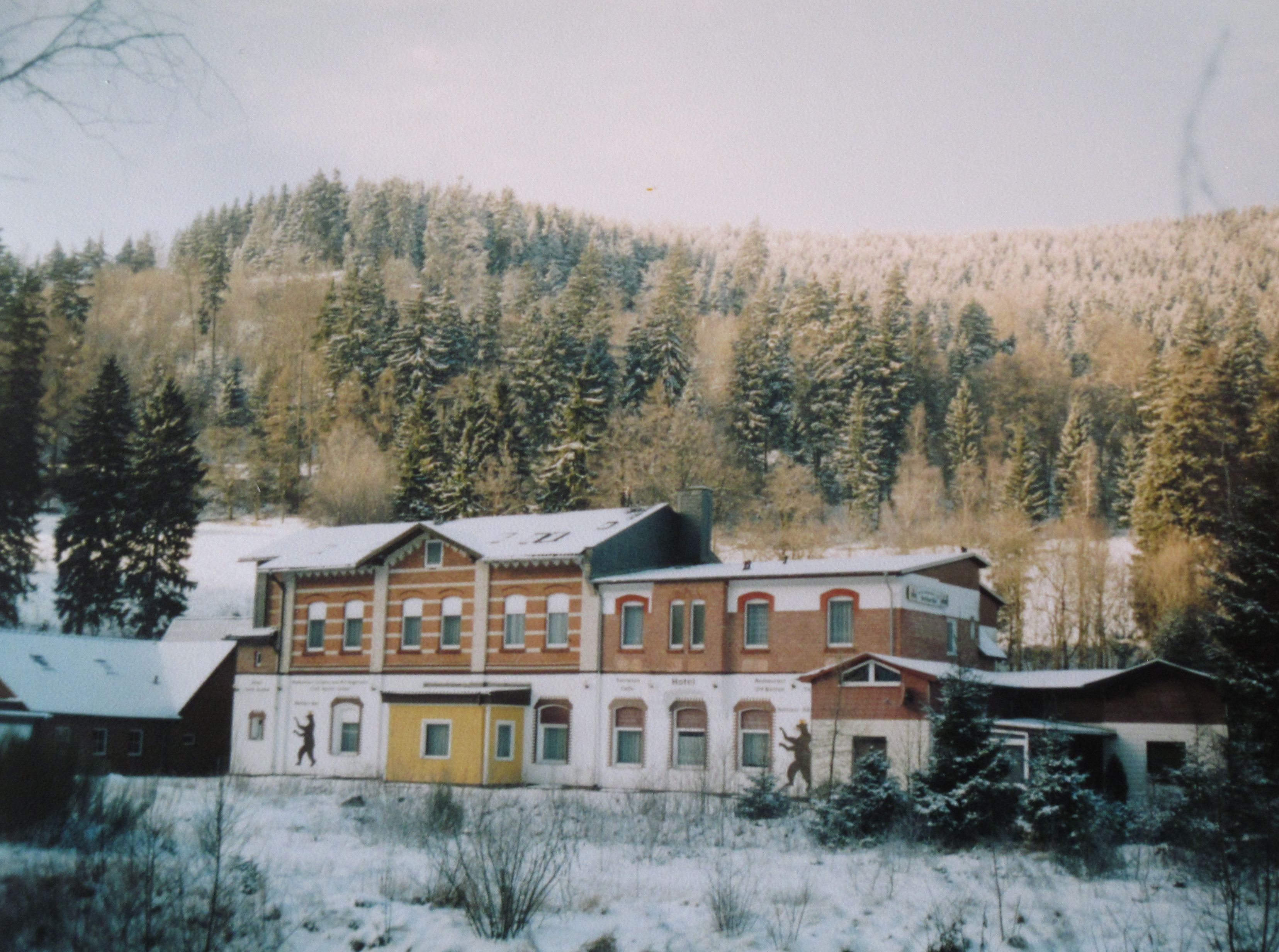
Ehemaliger Bahnhof
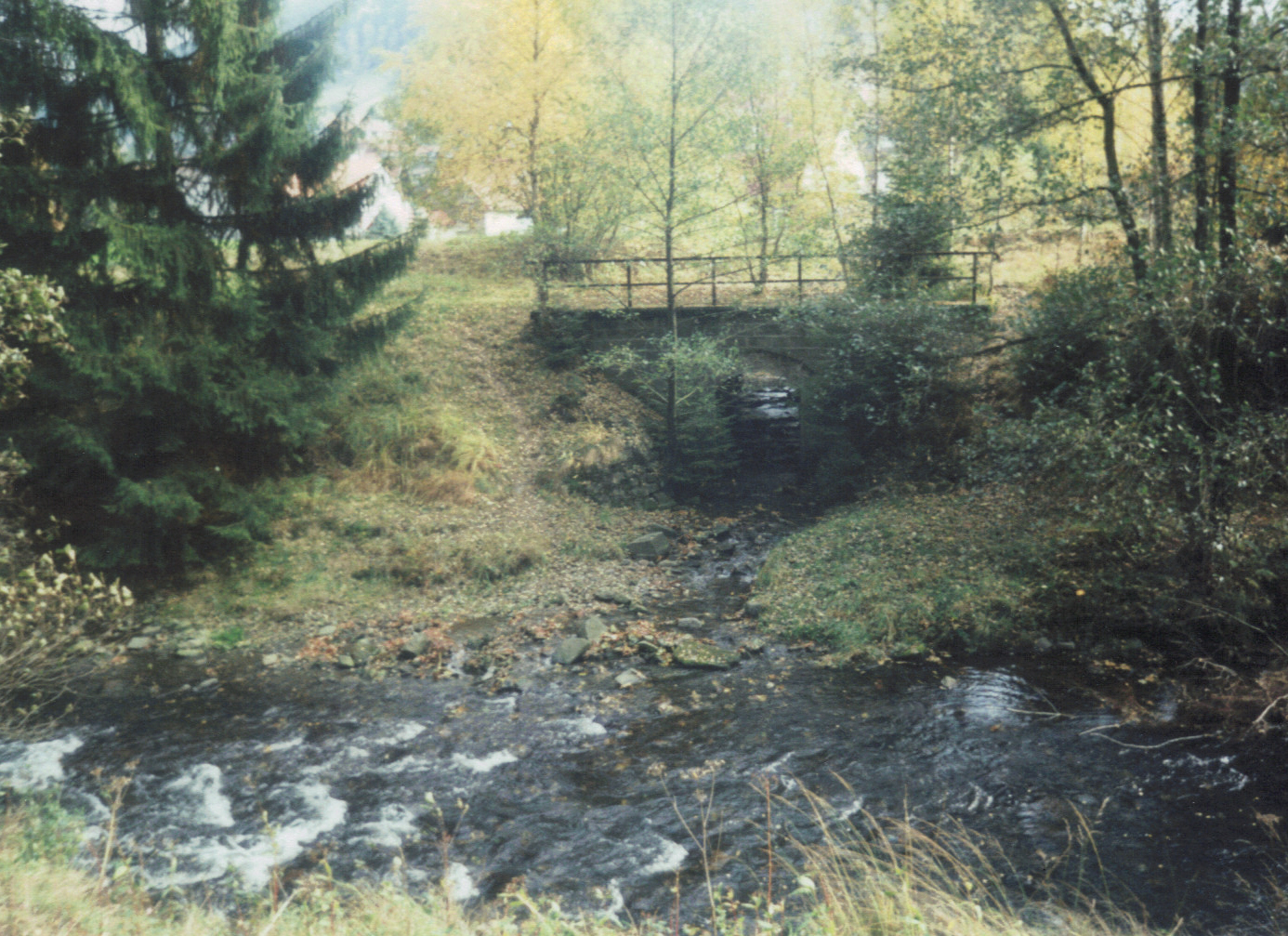
Eisenbahnbrücke der ehemaligen Innerstetalbahn an der Mündung der Laute in die Innerste

### Bauwerke
- Die weithin sichtbare Paul-Gerhardt-Kirche auf einem Bergsporn etwas oberhalb des Marktplatzes wurde 1649–1659 erbaut. In ihrem Innern sind vor allem der Kanzelaltar und die Orgel von 1719 sehenswert.
- Oberhalb der Kirche erhebt sich der Glockenturm von 1670.
- An dem um 1560 angelegten Marktplatz, in dessen Mitte eine im Originalstil nachgebaute Köhlerhütte beachtenswert ist, steht das 1570 erbaute ehemalige Rathaus, das 1658 in ein Hotel umgewandelt wurde. 1784 logierte hier Johann Wolfgang von Goethe, 1862 König Georg V. von Hannover.
- Das „Kleinste Haus des Westharzes“, in der Straße An der Laute im alten Stadtkern, ist ein weiteres bekanntes Bauwerk Lautenthals.
- Das ehemalige, 1877 eröffnete Empfangsgebäude des Bahnhofs wurde nach Stilllegung der Bahnlinie in ein Hotel umgewandelt.
- Der Meilenstein (Lautenthal) stammt aus dem 19. Jahrhundert.

### Museen
Das ganzjährig geöffnete Bergbaumuseum befindet sich auf dem Gelände des ehemaligen Silberbergwerks Lautenthals Glück. Es liegt auf einem etwa 500 m langen Gelände an der Straße nach Wildemann. Das Eingangsgebäude ist ein nachgebauter, inzwischen im oberen Teil beschädigter Förderturm des Schachthauses Herzog Johann Friedrich in Bockswiese. Das Museum bietet die Einfahrt in das Bergwerk mit einer Grubenbahn, ein Freilichtmuseum mit Bergbautechnik und etwa 30 historischen Grubenloks, die Befahrung einer Kahnstrecke unter Tage, die St.-Barbara-Kapelle in 266 m Tiefe sowie Exponate zur historischen Bergbautechnik, wie Fahrkunstanlage, ein Kunstrad, ein Steigerhaus und eine Silberhütte.
Ein weiteres Museum ist die Heimatstube in der alten Schule am Marktplatz.
Zeitweise wurde im Ort ein Brauhausmuseum im historischen Brauhaus um 1600 betrieben. Die Braukunst begann 1660 und endete 1959/60 mit der Einstellung des „Zwergen-Bräus“.

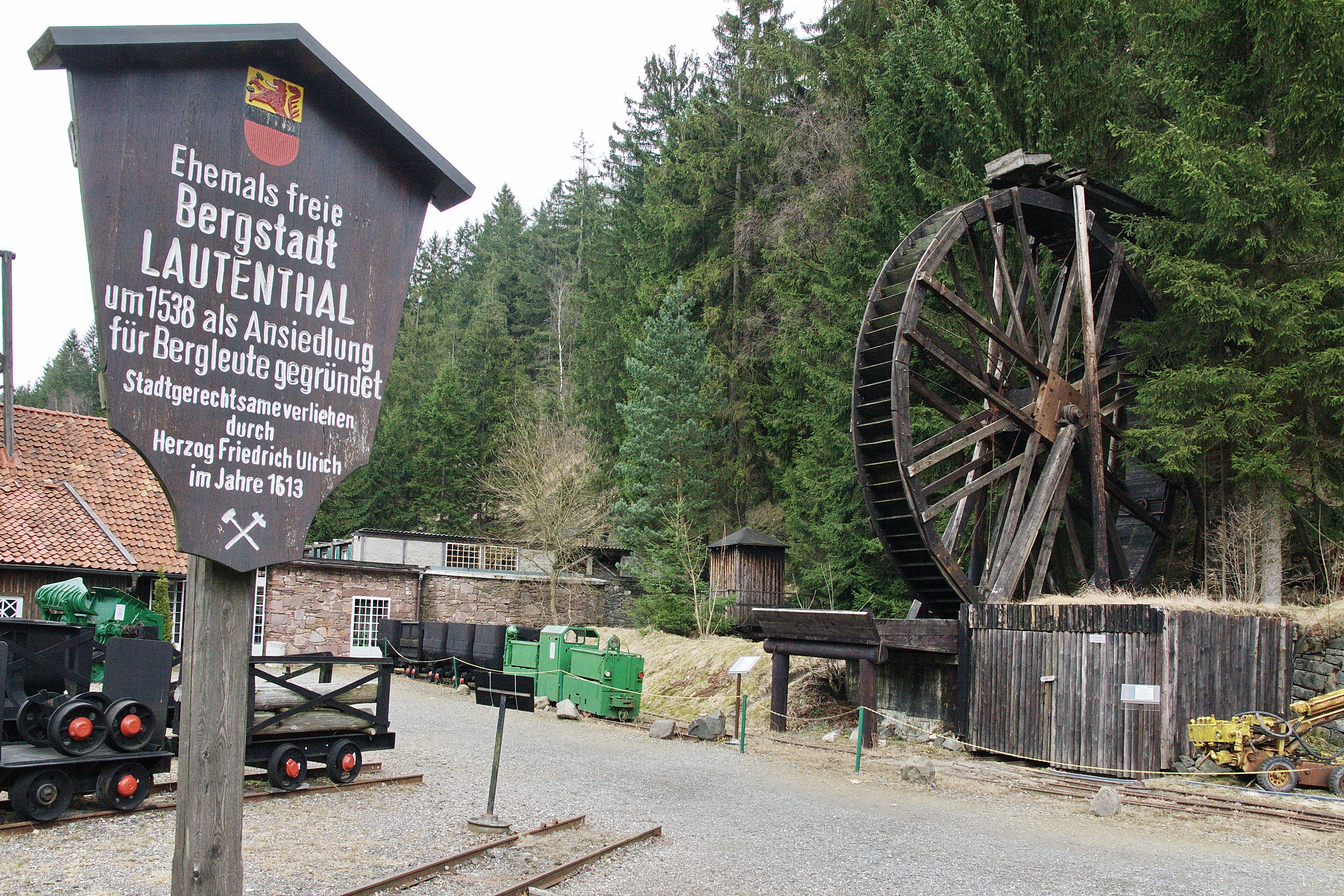
Schild zum früheren Stadtrecht
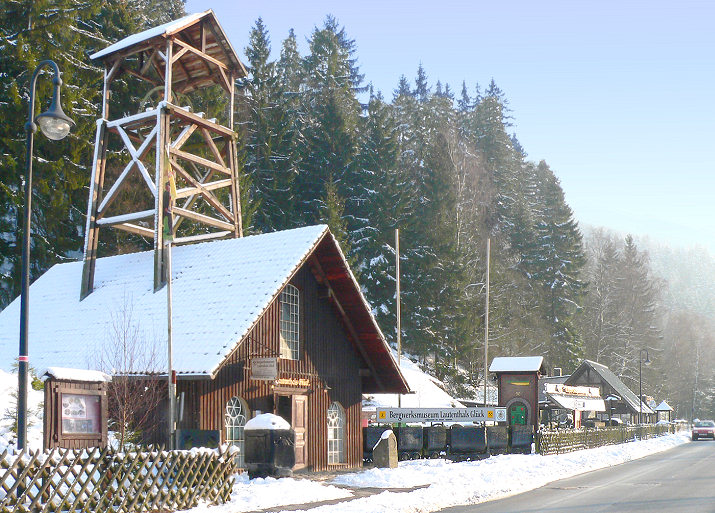
Heute Bergbaumuseum, früher Silberbergwerk Lautenthals Glück
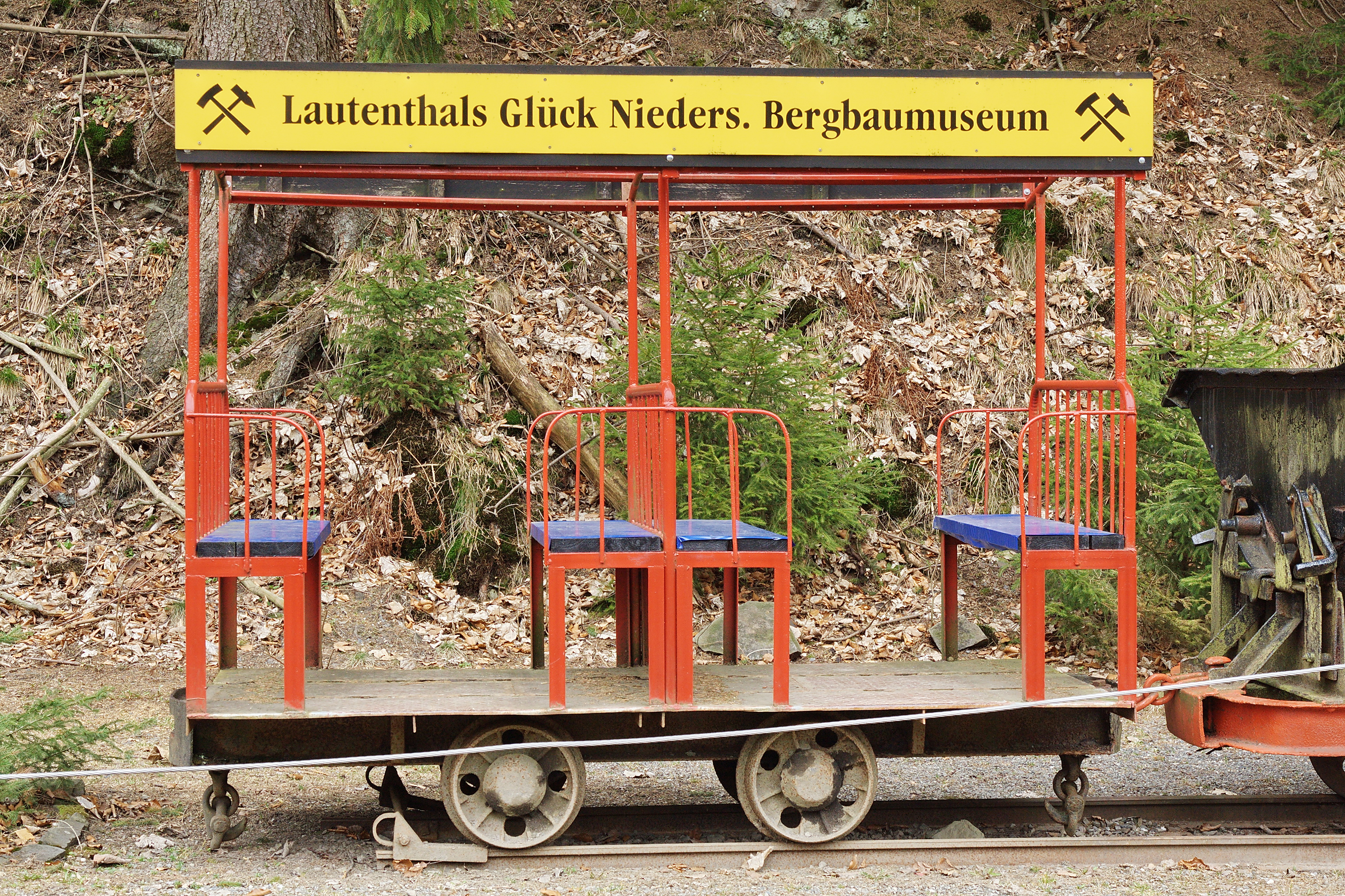
Grubenwagen des Bergwerks

### Musik
Das Hüttenmusikkorps Lautenthal, der Männergesangsverein Fortuna und der Mandolinen-Club Lautenthal von 1920 sind die musikalischen Kulturträger der Gemeinde. Guntram Hecht, Musikpädagoge, Organist und Komponist, bekleidete lange Jahre das Organistenamt in Lautenthal.

### Vereine
Zurzeit (2010) gibt es in Lautenthal 32 Vereine und Organisationen.

### Regelmäßige Veranstaltungen
Immer am Samstag vor Ostern wird das Osterfeuer am Kranichsberg abgehalten und am letzten Wochenende im Juni steigt das traditionelle Bergstadtfest.

## Wirtschaft und Infrastruktur
Lautenthal ist ein auf den Tourismus ausgelegter Ort. Neben einigen Hotels und Pensionen, ist im Bereich des Marktplatzes ein begrenztes Angebot an Einzelhandelsgeschäften vorhanden.

### Verkehr
Von Lautenthal aus verkehren Linienbusse des ÖPNV nach Goslar, Clausthal-Zellerfeld bzw. Altenau und Hahnenklee.
Bis 1976 hielten die Züge der Innerstetalbahn am ehemaligen Bahnhof Lautenthal. Die frühere Bahnstrecke ist noch gut zu erkennen und wird heute als Wander- und Fahrradweg oder im Winter als Skiloipe benutzt. Heute ist die nächste Eisenbahn-Zugangsstelle der Bahnhof Langelsheim.

### Öffentliche Einrichtungen

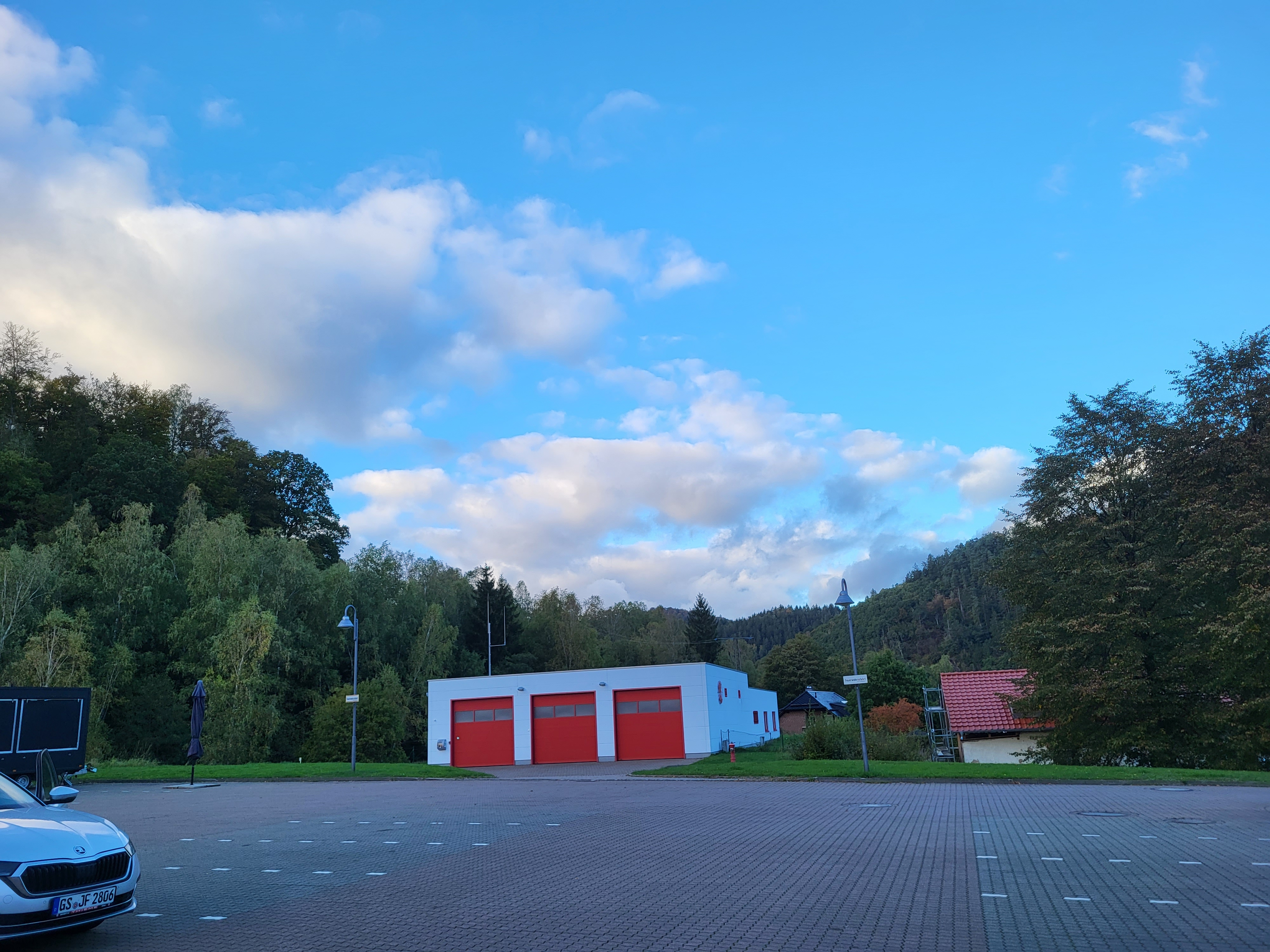
Feuerwehr Lautenthal

An öffentlichen Einrichtungen sind das Bürgerbad der Bergstadt Lautenthal, die Touristinfo Lautenthal und der Kurpark zu nennen. Lautenthal verfügt über eine Grundschule und einen Kindergarten. Die Freiwillige Feuerwehr Lautenthal ist als Stützpunktfeuerwehr eingestuft und verfügt über drei Fahrzeuge.

## Persönlichkeiten
- Theodor Brüel (1810–1885), Münztechniker
- Ludwig von Uslar (1828–1894), Pharmazeut
- Walter Wessel (1892–1943), Generalleutnant im Zweiten Weltkrieg
- Hermann Niehoff (1904–1989), Sportkegler
- Oswald Kaduk (1906–1997), Unterscharführer und Rapportführer in Auschwitz